# Calycobathra acarpa
Calycobathra acarpa ist ein Schmetterling aus der Familie der Chrysopeleiidae.

## Merkmale
Die Falter erreichen eine Flügelspannweite von 11 bis 12 Millimeter. Der Kopf ist fahl ockerfarben. Thorax und Tegulae sind fahl ockerfarben und vorn dunkler. Die Vorderflügel haben eine fahl ockerfarbene bis gräulich ockerfarbene Grundfärbung. Auf der Analfalte befindet sich ein kleiner, dunkelbrauner Strich. Ein ähnlicher Strich liegt bei 3/5 der Vorderflügellänge in der Flügelmitte. Entlang der Flügeladern verlaufen undeutliche Längsstriche, die im Apikalbereich etwas deutlicher ausgeprägt sind. Die Fransenschuppen sind ockergrau. Die Hinterflügel sind grau und haben ockergraue Fransenschuppen. Das Abdomen glänzt grau und hat ein ockerfarbenes Afterbüschel. Bei den Weibchen ist das siebte Segment ventral vollständig schwarz.
Bei den Männchen ist der Uncus kurz und stark gebogen. Die Valven sind schlank, distal stark nach innen gekrümmt und in Richtung Apex verjüngt. Der Apex ist geweitet und spatelförmig. Er ist auf der Innenseite dicht mit groben Borsten versehen. Drei lange und gekrümmte Dorsalborsten reichen von der Basis bis zur halben Valvenlänge. Die Borsten an der Außenseite sind haarartig. Die Loben des Vinculums sind dreieckig. Der Aedeagus ist lang und schlank und leicht S-förmig. Am Apex befinden sich ein sehr langer und ein kurzer Zahn.
Bei den Weibchen ist die schlitzförmige Ausbuchtung des siebten Sternits flaschenförmig. Sie ist vorn sklerotisiert. Die Falte des sechsten Sternits ist nahezu rundlich. Das Ostium ist von einer ringförmigen Verstärkung aus sklerotisierten Wülsten umgeben, die mit einer großen, kreisförmigen, komplizierten Genitalplatte verbunden sind. Die Mitte ist dreieckig. Die lateralen Teile der Genitalplatte haben eine netzförmige Struktur und gehen in eine Protrusion mit ähnlicher Struktur über. Sie sind hinten mit dem oberen Teil der dreieckigen Platte verbunden und umschließen teilweise die schlitzförmige Ausbuchtung. Der Ductus bursae verläuft in zwei Windungen und besitzt ein sklerotisiertes, längliches Versteifungsband. Das Antrum ist lang und gerade. Es ist innen mit zwei dichten, fallenartigen Haarreihen versehen. Das Corpus bursae ist rundlich und hat eine netzförmige Oberfläche. Die beiden Signa sind klein und haben eine kreisförmige Basis. In der Mitte der Basis befindet sich ein kleiner Stachel, gelegentlich ist ein weiterer, kleinerer Stachel vorhanden. Calycobathra acarpa unterscheidet sich von Calycobathra calligoni und Calycobathra variapenella durch die kreisförmige Genitalplatte und das lange, schmale Antrum.

### Ähnliche Arten
Calycobathra acarpa ähnelt Calycobathra variapenella, hat aber einen helleren Thorax und hellere Vorderflügel. Die bräunlichen Längsstriche auf den Vorderflügeln sind schmaler. Die Unterschiede zu Calycobathra calligoni werden im Artartikel genannt.

## Verbreitung
Calycobathra acarpa ist in Nordafrika (Algerien) und im Nahen Osten (Israel) verbreitet.

## Biologie
Die Biologie der Art ist unbekannt. Die Falter fliegen von April bis Juni und von September bis Oktober. Vermutlich werden zwei Generationen pro Jahr gebildet.

## Systematik
Der im Muséum national d’histoire naturelle befindliche Typus von Blastobasis sublineatella erwies sich als konspezifisch zu Calycobathra acarpa.
Die folgenden Synonyme sind bekannt:
- Calycobathra acarpa var. pinguescentella Chrétien, 1915
- Blastobasis sublineatella Lucas, 1933

## Belege
1. 1 2 3 4 5 6 7  J. C. Koster, S. Yu. Sinev: Momphidae, Batrachedridae, Stathmopodidae, Agonoxenidae, Cosmopterigidae, Chrysopeleiidae. In: P. Huemer, O. Karsholt, L. Lyneborg (Hrsg.): Microlepidoptera of Europe. 1. Auflage. Band 5. Apollo Books, Stenstrup 2003, ISBN 87-88757-66-8, S. 184 (englisch).
2. ↑  Friedrich Kasy (1968): Die Walshiidae-Gattung Calycobathra MEYRICK (Lepidoptera, Gelechioidea). Annalen des Naturhistorischen Museums Wien 72: S. 177–195 (zobodat.at [PDF]).